# Majrooh Sultanpuri
Asrar ul Hassan Khan, noto come Majrooh Sultanpuri (Sultanpur, 1º ottobre 1919 – Mumbai, 24 maggio 2000), è stato un paroliere indiano, attivo per le colonne sonore del cinema hindi e anche come poeta.

## Filmografia parziale
Paroliere:
- Tumsa Nahin Dekha (1957)
- Dil Deke Dekho (1959)
- Dosti (1964)
- Caravan (1971)
- Love in Bombay (1974)
- Qayamat Se Qayamat Tak (1988)
- Jo Jeeta Wohi Sikander (1992)

## Premi
- Filmfare Awards "Best Lyricist" (1965)
- Dadasaheb Phalke Award (1993)